# Apurinã jezik
Apurinã jezik (ipurinãn, kangite, popengare; ISO 639-3: apu), jezik Ipurina Indijanaca na području brazilskih država Amazonas i Acre, u dolini rijeke Purus od Rio Branca do Manausa. Pripada porodici aravačkih jezika.
Etnička populacija iznosi 4 087 (2003 FUNASA); 2 000 govornika (1994 SIL)

## Vanjske poveznice
- Ethnologue (14th)
- Ethnologue (15th)